# Richard Hünten
Richard John Hünten (* 13. August 1867 in Hamburg; † 12. August 1952 ebenda) war ein deutscher Marinemaler.

## Leben
Hünten war Sohn des Hamburger Marinemalers Franz Johann Wilhelm Hünten, der ihn an die Malerei heranführte. Er studierte an der Großherzoglich Badischen Kunstschule Karlsruhe unter Gustav Schönleber und an der Kunstakademie Berlin. Außerdem schulte er sich im Berliner Atelier von Hans Fredrik Gude. Er ließ sich in seiner Vaterstadt nieder und wurde 1894 Mitglied des Hamburger Künstlervereins von 1832.